# Max Hardcore
Max Hardcore, nome artístico de Paul F. Little, (Racine, 10 de agosto de 1956 – 27 de março de 2023) foi um ator, diretor e produtor de filmes pornográficos dos Estados Unidos. Conhecido por fazer vários filmes de sexo extremo onde ele aparece urinando, cuspindo e dando tapas no rosto das atrizes. Em uma cena ele urina no rosto da atriz Rebeca Linares. O ator também era conhecido como Max Steiner.

## Morte
Max morreu no dia 27 de março de 2023, vítima de uma pneumonia.